# Rians (Var)
Pour les articles homonymes, voir Rians.
Rians [ʁjɑ̃s] est une commune française située dans le département du Var, en région Provence-Alpes-Côte d'Azur.
Cette commune ne doit pas être confondue avec la commune de Rians dans le département du Cher.

## Géographie

### Localisation
La commune située dans le nord-ouest du Var comprend un vaste territoire boisé et trois larges vallées.
Chef-lieu d'un canton limitrophe de plusieurs départements :
les Alpes-de-Haute-Provence, le Vaucluse et les Bouches-du-Rhône, Rians se trouve à proximité du massif de la Sainte-Baume, de la montagne Sainte-Victoire, du pays d'Aix et des lacs du Verdon.

### Géologie et relief
Le village est construit en colimaçon au pied de la tour de l'horloge, à 385 m d'altitude.
Massifs environnants : 
- Massif du Concors. Par décret du 23 août 2013, une majorité du massif est protégée au titre des sites naturels classés. Le classement a été étendu à la commune de Rians[1].
- Montagne de Vautubière,
- Mont Major,
- Mont Gaugnon,
- Colline de Saint-Pierre.

### Sismicité
Il existe trois zones de sismicité dans le Var : 
- Zone 0 : Risque négligeable. C'est le cas de bon nombre de communes du littoral varois, ainsi que d'une partie des communes du centre Var. Malgré tout, ces communes ne sont pas à l'abri d'un effet tsunami, lié à un séisme en mer.
- Zone Ia : Risque très faible. Concerne essentiellement les communes comprises dans une bande allant de la montagne Sainte-Victoire au massif de l'Esterel.
- Zone Ib : Risque faible. Ce risque le plus élevé du département, qui n'est pas le plus haut de l'évaluation nationale, concerne 21 communes du nord du département.

La commune de Rians est en zone sismique de faible risque Ib.

### Hydrographie et eaux souterraines
Cours d'eau sur la commune ou à son aval :
- ruisseaux de Castillon, le Réal, du Béarn ;
- vallats du Carm, de Saint-Paul, de Monseigneur Claude ;
- vallon Derrière.

Rians dispose d'une station d'épuration d'une capacité de 3 000 équivalent-habitants.

### Climat
Pour des articles plus généraux, voir Climat de Provence-Alpes-Côte d'Azur et Climat du Var.
En 2010, le climat de la commune est de type climat méditerranéen franc, selon une étude du Centre national de la recherche scientifique s'appuyant sur une série de données couvrant la période 1971-2000. En 2020, Météo-France publie une typologie des climats de la France métropolitaine dans laquelle la commune est exposée à un climat méditerranéen et est dans la région climatique  Provence, Languedoc-Roussillon, caractérisée par une pluviométrie faible en été, un très bon ensoleillement (2 600 h/an), un été chaud (21,5 °C), un air très sec en été, sec en toutes saisons, des vents forts (fréquence de 40 à 50 % de vents > 5 m/s) et peu de brouillards. 
Pour la période 1971-2000, la température annuelle moyenne est de 13 °C, avec une amplitude thermique annuelle de 16,5 °C. Le cumul annuel moyen de précipitations est de 727 mm, avec 5,9 jours de précipitations en janvier et 2,6 jours en juillet. Pour la période 1991-2020, la température moyenne annuelle observée sur la station météorologique de Météo-France la plus proche, « Vauvenargues », sur la commune de Vauvenargues à 14 km à vol d'oiseau, est de 12,6 °C et le cumul annuel moyen de précipitations est de 738,1 mm. 
La température maximale relevée sur cette station est de 41 °C, atteinte le 28 juin 2019 ; la température minimale est de −12,3 °C, atteinte le 11 février 2012,,. 
Les paramètres climatiques de la commune ont été estimés pour le milieu du siècle (2041-2070) selon différents scénarios d'émission de gaz à effet de serre à partir des nouvelles projections climatiques de référence DRIAS-2020. Ils sont consultables sur un site dédié publié par Météo-France en novembre 2022.

### Voies de communications et transports

#### Voies routières
- Route départementale 561 depuis Artigues (6,2 km) et Esparron.

#### Transports en commun
Transport en Provence-Alpes-Côte d'Azur
Commune desservie par le réseau régional de transports en commun Zou !. Les collectivités territoriales ont en effet mis en œuvre un « service de transports à la demande » (TAD), réseau régional Zou !.

### Intercommunalité
Commune membre de la communauté de communes Provence Verdon et du Pays de la Provence Verte.

## Urbanisme

### Typologie
Au 1er janvier 2024, Rians est catégorisée commune rurale à habitat dispersé, selon la nouvelle grille communale de densité à sept niveaux définie par l'Insee en 2022.
Elle appartient à l'unité urbaine de Rians, une unité urbaine monocommunale constituant une ville isolée,. Par ailleurs la commune fait partie de l'aire d'attraction de Marseille - Aix-en-Provence, dont elle est une commune de la couronne,. Cette aire, qui regroupe 115 communes, est catégorisée dans les aires de 700 000 habitants ou plus (hors Paris),.

### Occupation des sols
L'occupation des sols de la commune, telle qu'elle ressort de la base de données européenne d’occupation biophysique des sols Corine Land Cover (CLC), est marquée par l'importance des forêts et milieux semi-naturels (77,8 % en 2018), une proportion sensiblement équivalente à celle de 1990 (77,7 %). La répartition détaillée en 2018 est la suivante : 
forêts (63,2 %), milieux à végétation arbustive et/ou herbacée (14,6 %), terres arables (9,4 %), zones agricoles hétérogènes (5,8 %), zones urbanisées (4 %), cultures permanentes (2,4 %), prairies (0,6 %). L'évolution de l’occupation des sols de la commune et de ses infrastructures peut être observée sur les différentes représentations cartographiques du territoire : la carte de Cassini (XVIIIe siècle), la carte d'état-major (1820-1866) et les cartes ou photos aériennes de l'IGN pour la période actuelle (1950 à aujourd'hui).

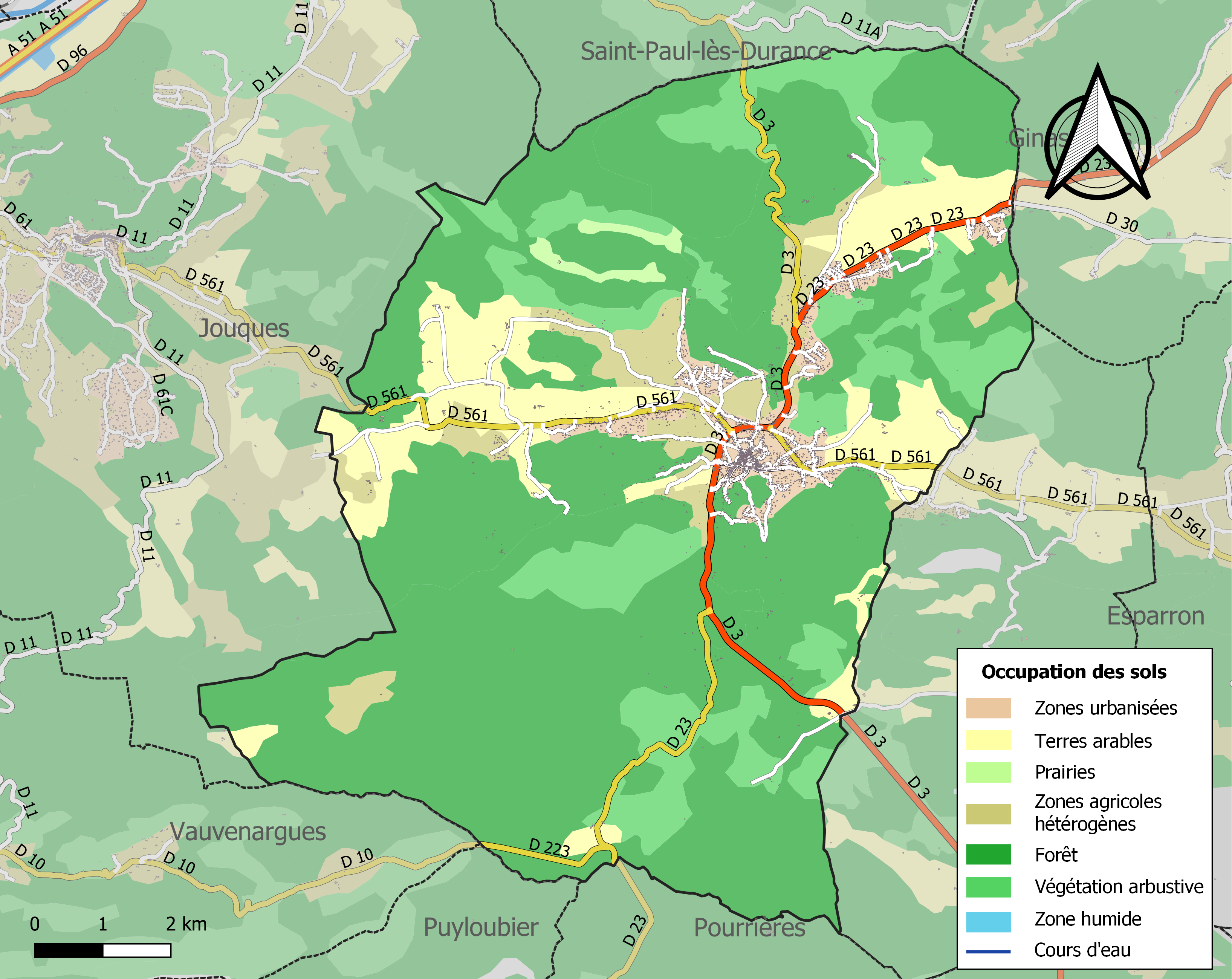
Carte des infrastructures et de l'occupation des sols de la commune en 2018 (CLC).

## Toponymie
Son nom en provençal est également Rians. La prononciation locale est /rjaŋs/.

## Histoire
Dès la Préhistoire, le site fut occupé. Les foyers allumés il y a plus de 40 000 ans dans la grotte de Rigabe (Artigues) en témoignent.
Plus tard les Celto-Ligures élèvent au sommet des collines, les murailles de pierres de nombreux oppidums. Le plus vaste couronne le Montmajor (-200 av. J.-C. à +200).
Au début de notre ère, les Romains font la conquête de la Provence et installent leurs « villas » dans les vallées qu'ils assainissent et cultivent. Au domaine des Toulons, les archéologues ont mis au jour les installations agricoles d'une « villa romaine ». Cette cave viticole romaine serait l'une des plus importantes du monde méditerranéen.
Au Moyen Âge, le « castrum » d'Amirat s'installe sur un promontoire, au confluent de trois vallées fertiles séparées par de vastes collines boisées. Château et village fortifiés sont protégés par un rempart circulaire. Du château, demeurent le donjon, tour de l'horloge qui domine le village, et les restes d'une tour formant la base du clocher. On peut suivre les anciens remparts et pénétrer dans l'espace médiéval par la porte du Portail, flanquée d'une belle tour carrée.
Rians est alors très fréquenté par les personnes et les marchandises qui d'Aix doivent se rendre dans les Alpes. La traversée de la Durance par le bac de Mirabeau étant trop hasardeuse, on préférait emprunter les bacs de Vinon ou de Quinson sur le Verdon.
Seigneurie des vicomtes de Marseille, puis des Fabri au XVIIe siècle, des Valbelle et des Castellane. Rians fut érigé en marquisat par lettres patentes de décembre 1657 pour Claude de Fabri, Conseiller au Parlement d'Aix.
Grâce à sa situation géographique, à la proximité de la ville d'Aix, aux nombreuses libertés que lui accordent ses seigneurs (foires, marchés, fours, etc.), Rians trop à l'étroit dans sa ceinture circulaire, va se développer.
Jusqu'à la Révolution, un pèlerinage était organisé aux îles de Lérins. Un cantique spécifique en provençal expliquait le chemin du pèlerinage. On peut le consulter dans le livre Les îles de Lérins, Cannes, et les rivages environnants, de l'abbé Alliez.
Peu avant la Révolution française, l'agitation monte. Outre les problèmes fiscaux présents depuis plusieurs années, la récolte de 1788 avait été mauvaise et l’hiver 1788-89 très froid. L'élection des États généraux de 1789 avait été préparée par celles des États de Provence de 1788 et de janvier 1789, ce qui avait contribué à faire ressortir les oppositions politiques de classe et à provoquer une certaine agitation. C’est au moment de la rédaction des cahiers de doléances, fin mars, qu’une vague insurrectionnelle secoue la Provence. Une émeute se produit à Rians le 1er avril.
Les armoiries de Rians sont celles des Fabri , barons, puis marquis de Rians. Cette branche de la famille Fabri n'étant pas l'ainée, ses armoiries sont brisées par le lambel « rouge ».

## Politique et administration

### Budget et fiscalité 2020
En 2020, le budget de la commune était constitué ainsi :
- total des produits de fonctionnement : 4 278 000 €, soit 996 € par habitant ;
- total des charges de fonctionnement : 3 793 000 €, soit 883 € par habitant ;
- total des ressources d’investissement : 965 000 €, soit 225 € par habitant ;
- total des emplois d’investissement : 1 152 000 €, soit 268 € par habitant.
- endettement : 325 000 €, soit 76 € par habitant.

Avec les taux de fiscalité suivants :
- taxe d’habitation : 12,26 % ;
- taxe foncière sur les propriétés bâties : 17,05 % ;
- taxe foncière sur les propriétés non bâties : 114,47 % ;
- taxe additionnelle à la taxe foncière sur les propriétés non bâties : 0 % ;
- cotisation foncière des entreprises : 0 %.

Chiffres clés Revenus et pauvreté des ménages en 2018 : médiane en 2018 du revenu disponible, par unité de consommation : 21 560 €.

## Économie

### Entreprises et commerces

#### Agriculture
- La Coopérative vinicole de Rians et Artigues[36].
- Le Château Vignelaure est un des domaines de l'appellation Coteaux d'Aix-en-Provence[37].
- Le Domaine Les Toulons[38].

#### Tourisme
- Hébergement et restauration : nombreuses possibilités : restaurants, hôtels, chambre d'hôtes, gîtes.
- Animation : La fête de la courge, grande fête des cucurbitacées, se tient régulièrement mi-octobre, depuis 1996[39].

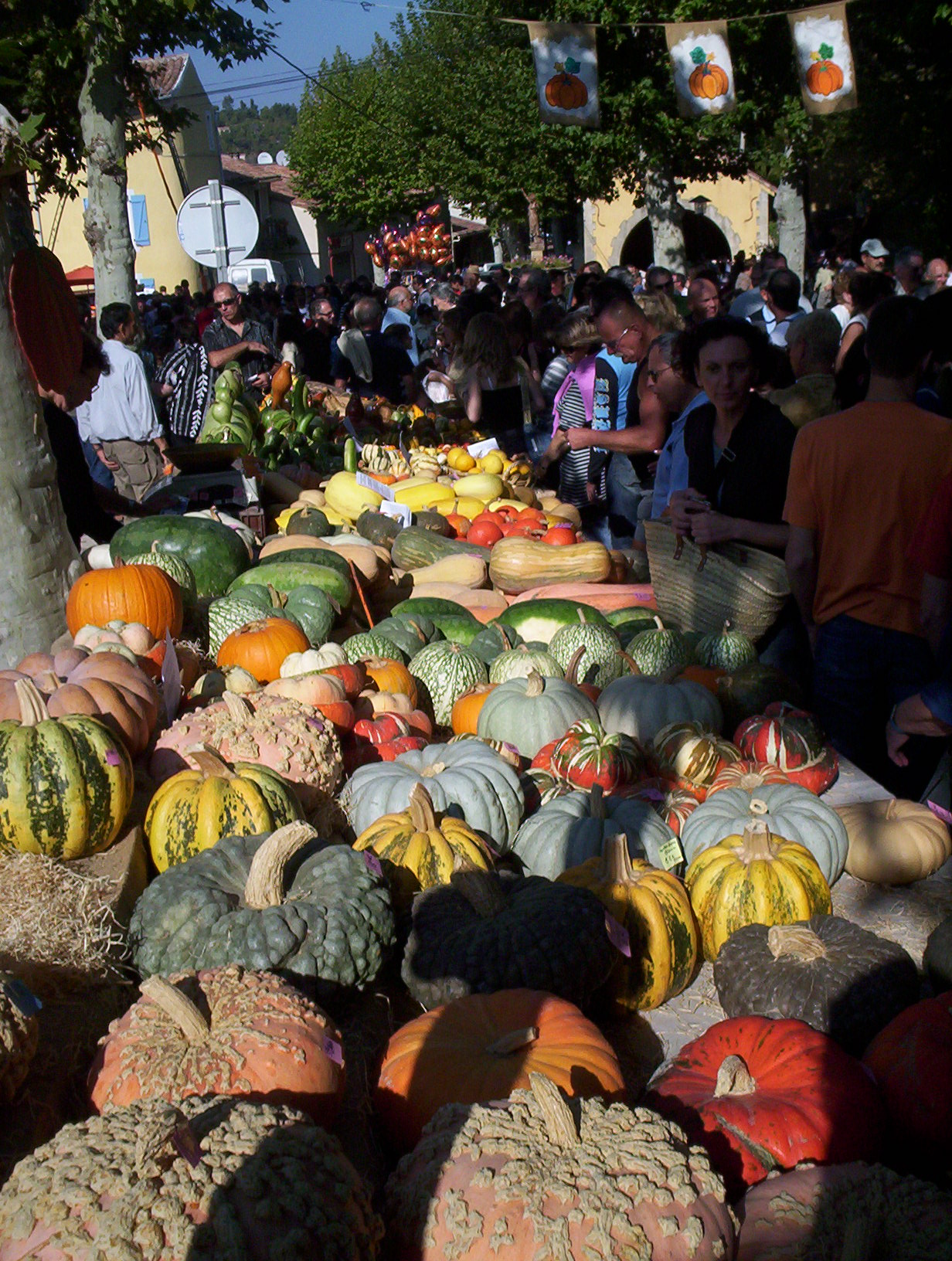
Rians, fête de la courge 2007.

#### Commerces et services
- Commerces et services de proximité[40].

## Population et société

### Démographie

#### Évolution démographique
L'évolution du nombre d'habitants est connue à travers les recensements de la population effectués dans la commune depuis 1793. Pour les communes de moins de 10 000 habitants, une enquête de recensement portant sur toute la population est réalisée tous les cinq ans, les populations de référence des années intermédiaires étant quant à elles estimées par interpolation ou extrapolation. Pour la commune, le premier recensement exhaustif entrant dans le cadre du nouveau dispositif a été réalisé en 2005.

En 2022, la commune comptait 4 245 habitants, en évolution de −0,45 % par rapport à 2016 (Var : +4,98 %, France hors Mayotte : +2,11 %).
| 1793  | 1800  | 1806  | 1821  | 1831  | 1836  | 1841  | 1846  | 1851  |
| ----- | ----- | ----- | ----- | ----- | ----- | ----- | ----- | ----- |
| 3 300 | 2 828 | 3 278 | 3 075 | 2 973 | 3 034 | 3 014 | 3 011 | 2 738 |

| 1856  | 1861  | 1866  | 1872  | 1876  | 1881  | 1886  | 1891  | 1896  |
| ----- | ----- | ----- | ----- | ----- | ----- | ----- | ----- | ----- |
| 2 663 | 2 603 | 2 660 | 2 579 | 2 511 | 2 387 | 2 319 | 2 232 | 1 916 |

| 1901  | 1906  | 1911  | 1921  | 1926  | 1931  | 1936  | 1946 | 1954 |
| ----- | ----- | ----- | ----- | ----- | ----- | ----- | ---- | ---- |
| 1 811 | 1 646 | 1 542 | 1 345 | 1 267 | 1 271 | 1 144 | 957  | 892  |

| 1962  | 1968  | 1975  | 1982  | 1990  | 1999  | 2005  | 2006  | 2010  |
| ----- | ----- | ----- | ----- | ----- | ----- | ----- | ----- | ----- |
| 1 086 | 1 492 | 1 458 | 1 723 | 2 720 | 3 628 | 4 127 | 4 194 | 4 197 |

| 2015  | 2020  | 2022  | - | - | - | - | - | - |
| ----- | ----- | ----- | - | - | - | - | - | - |
| 4 254 | 4 301 | 4 245 | - | - | - | - | - | - |

### Enseignement
Établissements d'enseignements :
- École maternelle,
- École primaire[46],
- Collèges à Vinon-sur-Verdon, Peyrolles-en-Provence, Manosque,
- Lycées à Saint-Maximin-la-Sainte-Baume.

### Santé
Professionnels et établissements de santé :
- Médecins,
- Pharmacies à Rians et Jouques,
- Hôpitaux à Brignoles, Manosque, Pertuis, Aix en Provence

Maison de retraite spécialisée Saint Jacques.

### Cultes
- Culte catholique, Notre Dame de Nazareth, diocèse de Fréjus-Toulon[49]

## Culture locale et patrimoine

### Lieux et monuments
Patrimoine religieux :
- L'église Notre-Dame-de-Nazareth[50].

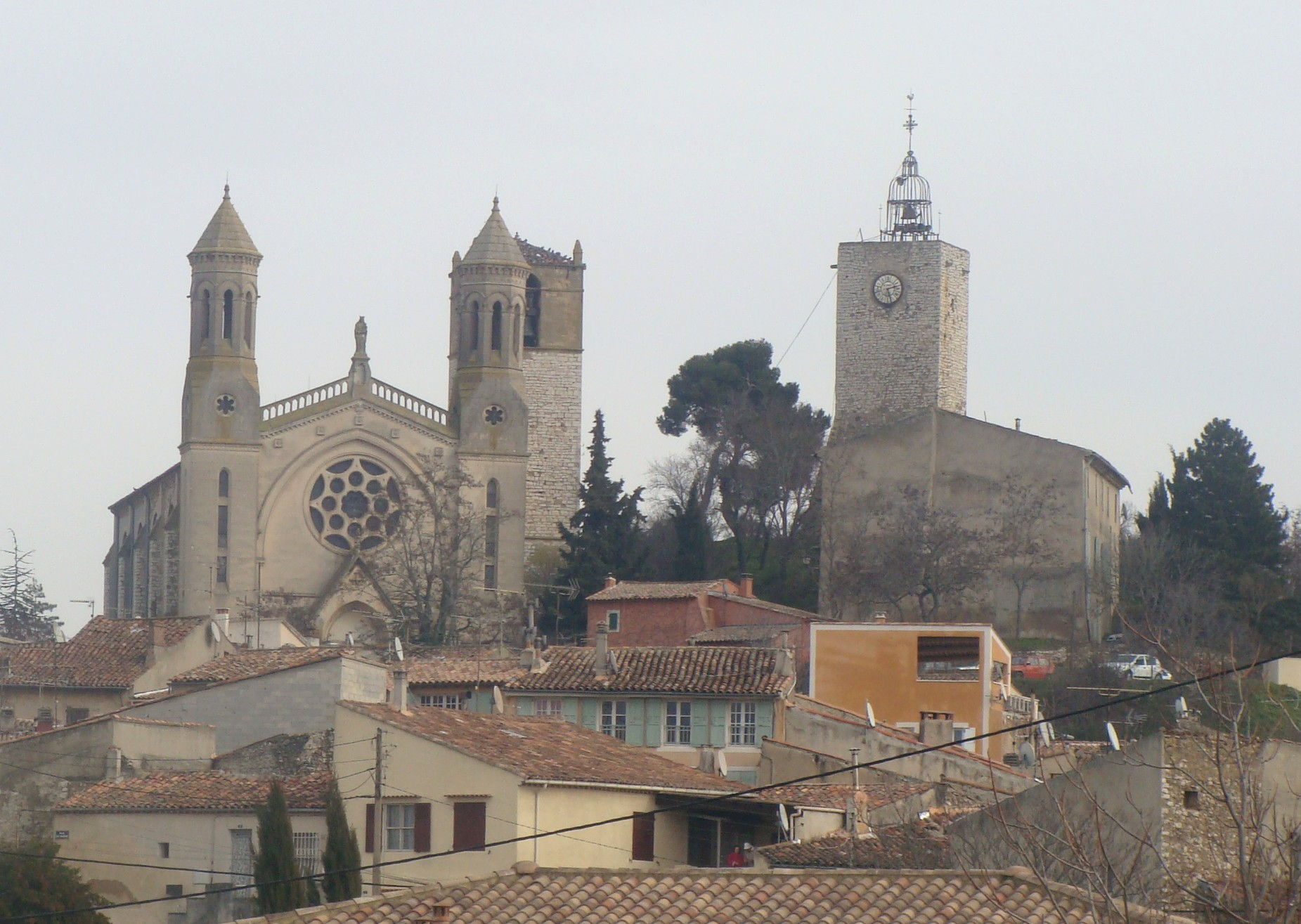
L'église et la tour-beffroi.

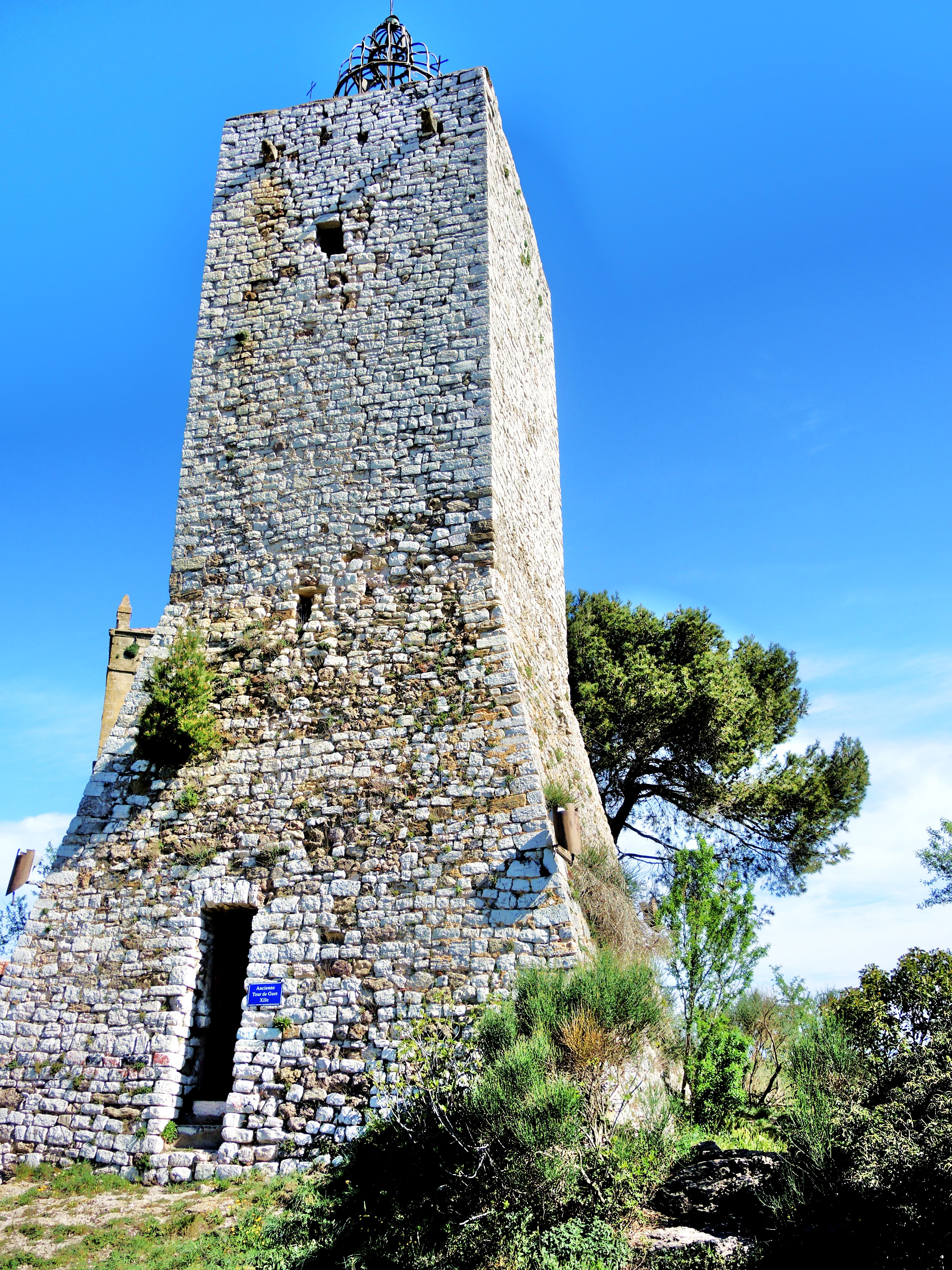
Tour de l'horloge.

- Église de la Purification-de-la-Bienheureuse-Vierge-Marie,

le grand orgue de Pascal Leray,,
et ses cloches des XVIe siècle et XVIIe siècle,.
- Chapelles :
  - Chapelle Saint-Roch : Saint-Enfant[56], propriété des Pénitents-Blancs[57] attribuée à une Congrégation du Saint Enfant Jésus qui devient les Pénitents Bleus[58].
  - Chapelle Saint-Pierre[59].
  - Chapelle Saint-Estève[60],[61].
  - Chapelles des Templiers (Lambruisse][62],[63].
- 19 oratoires.
- Plaque commémorative[64],[65].
- Le 27 mars 1746, un cimetière a été créé pour servir de sépulture aux Pénitents bleu (confrérie).

Autres patrimoines :
- Vestiges médiévaux (remparts, tour carrée, porte Saint-Jean...).
- Tour-beffroi et campanile du XVIIIe siècle[66].
- Oppidums celto-ligures[67].
- Tumulus[68].
- Ancien canal du Verdon.

### Personnalités liées à la commune
- François Léon Lebrun, général de la Révolution française.
- Gaston Rebuffat, alpiniste.
- Pierre Bottero, résistant et ancien combattant.

### Héraldique
|  | Les armoiries de Rians se blasonnent ainsi : D'or au lion de sable, lampassé de gueules et surmonté d'un lambel de gueules. Armorial de Provence Louis de Bresc. |